# Tavastehus kyrka
Tavastehus kyrka är en kyrkobyggnad i staden Tavastehus i landskapet Egentliga Tavastland i Finland. Kyrkan uppfördes i tegel 1792–1798, efter ritningar av den fransk-svenska arkitekten Louis Jean Desprez. Kyrkan är en av de stilrenaste byggnaderna i gustaviansk stil i Finland.[källa behövs] Kyrkan består av ett långhus med korsarmar åt norr och söder samt kor och torn i öster. I kyrkosalen finns det sittplatser för cirka 850 personer. Altartavlan är målad av Alexandra Frosterus-Såltin.